# 플로레스섬
플로레스섬(인도네시아어: Pulau Flores)는 인도네시아의 소순다 열도에 있는 섬으로 면적은 13,540 km2이다. 현재 인도네시아의 행정구역 상으로는 누사틍가라티무르주에 속한다. 인구는 2010년 기준으로 약 1,831,000 명이다. 플로레스라는 이름은 포르투갈어로 꽃을 의미한다.
오늘날 주민들의 대부분은 가톨릭 계통의 기독교인이다. 16세기부터 포르투갈인들의 무역이 이 지역에서 매우 활발하였다. 그 영향으로 지금까지 플로레스 주민들의 상당수는 오스트로네시아어족에 속한 언어들을 사용하고 있다. 호모 플로레시엔시스의 발견지로 알려져 있다.

## 같이 보기
- 플로르스섬
- 포르투갈 제국